# Tiliqua multifasciata
Tiliqua multifasciata là một loài thằn lằn trong họ Scincidae. Loài này được Sternfeld mô tả khoa học đầu tiên năm 1919.

## Hình ảnh

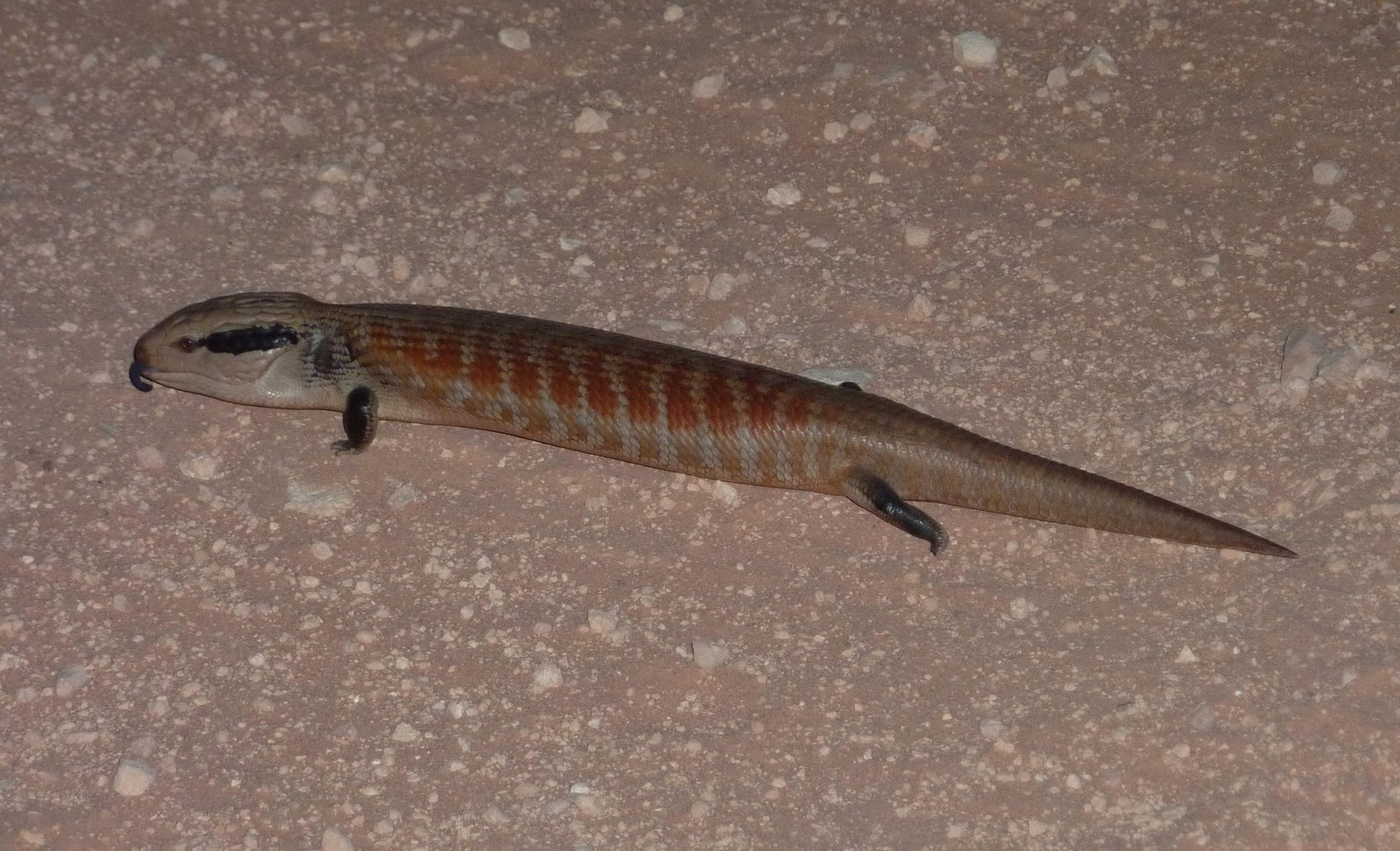